# Prowl (film)
Prowl to amerykańsko-brytyjski film fabularny (horror) z 2010 roku, napisany przez Tima Toriego oraz wyreżyserowany przez Patrika Syversena (Manhunt − Polowanie). Film nakręcono w Bułgarii.

## Fabuła
Susie chciałaby zmienić miejsce zamieszkania. Postawia więc znaleźć mieszkanie w większym mieście. Do poszukiwań namawia swoich przyjaciół. Gdy podczas podróży psuje im się samochód, korzystają z pomocy kierowcy ciężarówki. Okazuje się, że kierowca wywiózł ich do opuszczonego magazynu, w którym znajdują się krwiożercze istoty czyhające na ludzi. Od tego czasu ich życie zamienia się w koszmar.

## Obsada
Źródło: Filmweb
- Ruta Gedmintas – Susie
- Joshua Bowman – Peter
- Courtney Hope – Amber
- Bruce Payne – Bernard
- Jamie Blackley – Ray
- George Oliver – Runt
- Perdita Weeks – Fiona
- Saxon Trainor – Veronica